# William Waguespack
William Waguespack (Estados Unidos, 1 de marzo de 1998) es un jugador profesional estadounidense de rugby que se desempeña en la posición de segunda línea en New Orleans Gold, equipo perteneciente a la liga Major League Rugby.

## Carrera
En 2020, Waguespack se unió al equipo New Orleans Gold, con el cual disputa su cuarta temporada en la Major League Rugby. También fue parte de la Selección juvenil de rugby de Estados Unidos.